# 长春新闻广播
长春新闻广播，是长春人民广播电台的一个频道。内容以新闻为主，广播范围为长春市全部，全天24小时播音。

## 主要节目
- 旧闻新说
- 环球资讯
- 新闻早七点
- 财经新闻
- 社会新闻
- 妹有正事
- 时政新闻
- 文化新闻
- 新闻微波炉
- 蕙声蕙色向前冲
- 新闻漫漫谈
- 华闻天下
- 数码E时代

## 播出频率
长春市
| 发射地 | 频率       |
| 南关区 | AM 900kHz  |
| 宽城区 | FM 88.9MHz |
| 榆树市 | FM 87.5MHz |

- 900kHz吉林市、四平市、松原市也可听到
- 本台在2012年之前曾使用585kHz播音，现在此频率由长春乡村广播使用